# And Also the Trees
And Also the Trees é uma banda inglesa de pós-punk formada em 1979 em Inkberrow, Worcestershire. Eles são caracterizados por suas letras poéticas e música evocativa que são fortemente influenciadas pelo campo nativo inglês. A banda já foi produzida pelo ex-baterista do The Cure, Laurence Tolhurst.

## Biografia
And Also the Trees começou no início dos anos 80 em Inkberrow, uma pequena aldeia em Worcestershire. A banda inspirou-se na ideologia do movimento pós-punk.
A banda enviou uma demo aos The Cure, iniciando assim uma amizade entre as bandas. Em 1981 And Also The Trees abriu os concetos da tour dos The Cure ao Reino Unido. A demo
demo From Under The Hill (1982) foi co-produzida por Robert Smith e Mike Hedges.
Os seus dois primeiros singles ("Shantell" e "The Secret Sea") e o seu primeiro álbum (And Also The Trees) foram produzidos por Laurence Tolhurst dos The Cure e lançados em 1983.
Depois de uma segunda tour com os The Cure em 1984, eles desenvolveram o seu próprio som. O EP A Room Lives in Lucy  (1985) introduziu o som de bandolim, que até hoje é  a sua imagem de marca. A este EP seguiram-se Et Aussi Les Arbres e Virus Meadow (1986).
No mesmo ano a banda fez a sua primeira tour de promoção do álbum The Evening of the 24th.

## Membros

### Actuais
- Steven Burrows - baixo
- Paul Hill - bateria
- Ian Jenkins - baixo
- Justin Jones - guitarra
- Simon Huw Jones - vocais

### Fundadores
- Graham Havas - baixo (1979-1983)
- Nick Havas - bateria (1979-1997)

## Discografia
- 1980 - First Demo Cassette
- 1982 - From Under The Hill (demo)
- 1983 - Shantell
- 1984 - And Also The Trees
- 1984 - The Secret Sea
- 1985 - A Room Lives in Lucy
- 1986 - Et Aussi Les Arbres
- 1986 - Virus Meadow
- 1986 - A Retrospective 1983-1986
- 1987 - The Evening of the 24th
- 1987 - The Critical Distance
- 1987 - Shaletown
- 1988 - House of the Heart
- 1988 - The Millpond Years
- 1989 - Farewell to the Shade
- 1989 - Lady D'Arbanville
- 1989 - Misfortunes
- 1990 - Boxed Set
- 1991 - The Pear Tree
- 1992 - Green Is the Sea
- 1993 - From Horizon to Horizon
- 1993 - The Klaxon
- 1993 - Lyric Book
- 1994 - Le Bataclan
- 1994 - Bielefeld PC69 1992
- 1994 - Hamburg Markthalle 1994
- 1996 - Angelfish
- 1998 - Silver Soul
- 1998 - Nailed
- 1998 - Live 89-98
- 2003 - Further From The Truth
- 2006 - Live in Geneva
- 2007 - (Listen For) The Rag and Bone Man
- 2009 - And Also The Trees
- 2009 - When the rains come
- 2014 - And Also The Trees
- 2016 - Born Into The Waves